# Cvolika
Cvolika (lat. Conioselinum), rod trajnica iz porodice štitarki. Pripada mu namjmanje 16 vrsta iz Euroazije i Sjeverne Amerike, a u njega bi trebalo prebaciti i vrstu Conioselinum acuminatum iz roda Ligusticum. 
U Hrvatskoj raste samo jedna vrsta tatarska cvolika (C. tataricum).

## Vrste
1. Conioselinum acuminatum (Franch.) Lavrova, donedavno u rodu Ligusticum.
2. Conioselinum anthriscoides (H.Boissieu) Pimenov & Kljuykov
3. Conioselinum chinense (L.) Britton, Sterns & Poggenb.
4. Conioselinum longifolium Turcz.
5. Conioselinum mexicanum J.M.Coult. & Rose
6. Conioselinum morrisonense Hayata
7. Conioselinum nepalense Pimenov & Kljuykov
8. Conioselinum pseudoangelica (H.Boissieu) Pimenov & Kljuykov
9. Conioselinum pteridophyllum (Franch.) Lavrova
10. Conioselinum reflexum Pimenov & Kljuykov
11. Conioselinum scopulorum (A.Gray) J.M.Coult. & Rose
12. Conioselinum shanii Pimenov & Kljuykov
13. Conioselinum sinchianum (K.T.Fu) Pimenov & Kljuykov
14. Conioselinum smithii (H.Wolff) Pimenov & Kljuykov
15. Conioselinum tataricum Hoffm.
16. Conioselinum tenuisectum (H.Boissieu) Pimenov & Kljuykov
17. Conioselinum tenuissimum (Nakai) Pimenov & Kljuykov